# Дзисёги
Дзисёги (яп. 持将棋 дзисё:ги, «ничья в сёги») — редкая ситуация в сёги при двойном вторжении королей (яп. 相入玉 ай-ню:гёку). Иногда ситуацию ай-нюгёку называют также «импасс» (от англ. impass).
Когда король вторгается, т.е. входит в лагерь противника (3 дальние горизонтали), его становится сложно заматовать, поскольку вторгшийся игрок может легко переворачивать рядом с ним свои слабые фигуры, а слабые фигуры противника (бьющие, в основном, вперёд) становятся для матования почти бесполезны. Если вторжение происходит с обеих сторон, то весьма вероятна тупиковая ситуация, в которой игра могла бы длиться неопределённо большое число ходов. Для её преодоления в любительских турнирах применяется «система 27 очков».
В официальных профессиональных партиях дзисёги объявляются, если при ай-нюгёку у обоих игроков имеется не менее чем по 24 очка (если же у противника менее 24 очков, а у игрока соответственно 31 или более и выполнены пункты все пункты кроме 2-го из «системы 27 очков», то игрок может заявить о своей победе). Далее такая партия переигрывается с переменой очерёдности хода.
Также, в любительских турнирах возможны и другие варианты правил рассуживания дзисёги, о которых в таком случае должно быть объявлено перед началом турнира.

## Правило 500 ходов
В 2019 году Японская ассоциация сёги добавила правило, согласно которому партия рассуживается дзисёги также, если число ходов в ней достигло 500 и нет шахов (если идёт серия шахов, для фиксации дзисёги она должна закончиться). При этом в сёги, как и в других японских логических играх, каждый ход каждого игрока считается за отдельный.

## Система 27 очков
Чтобы исключить возможность ничьи при дзисёги, в современных любительских чемпионатах при вторжении королей применяется правило 27 очков; игрок, у которого при этом менее 27 очков, проигрывает, а если у обоих игроков по 27 очков, то побеждают белые. При этом, общая сумма очков за все фигуры равна 54.
Ладья и слон стоят по 5 очков, а все остальные фигуры (кроме короля) — по 1 очку. Перевёрнутость или неперевёрнутость фигур при этом роли не играет.
Система объявления призвана прояснить, в какой позиции следует считать очки.
Объявляющий (т.е. игрок, желающий объявить победу) должен в свой ход заявить желание объявить свою победу до того, как он сделал ход. Тогда часы и партия останавливаются.
Если в позиции на этот момент оказываются соблюдены следующие пункты, то объявляющему засчитывается победа.
1. Король объявляющего находится в лагере противника.
2. Объявляющий имеет не менее 28 (если он играет чёрными) или не менее 27 (если он играет белыми) очков.
3. При этом считаются лишь фигуры, находящиеся в лагере противника и в руке.
4. У объявляющего, кроме его короля, есть не менее 10 фигур в лагере противника.
5. Объявляющий сделал объявление во время своего основного времени или бёёми.
6. Король объявляющего не находится под шахом.

Если хотя бы одно из этих условий не выполнено, то объявляющему засчитывается поражение.
Эти же правила (кроме правила 2) с октября 2013 года действуют и в Японской ассоциации сёги.

## Частота
По данным JSA, частота дзисёги в равных играх у профессионалов составляет около 0.2%, однако реально она, возможно, ещё меньше: например, у трёх лидеров по числу официальных игр (Оямы, Като и Накахары) на 6717 партий приходится 6 дзисёги.
В любительских играх частота ай-нюгёку с равенством очков (27:27) — около 0.05%, однако в форовых играх (особенно на большой форе) она может быть существенно выше, ибо более опытный игрок в ситуации подавляющего материального перевеса противника часто нацеливается на вторжение короля, сильно меняющее баланс в игре.
В Восточной Европе ай-нюгёку с равенством очков (27:27) впервые было зарегистрировано в декабре 2011 года в Минске, в партии Закржевский — Корчицкий, вызвавшей резонанс в русскоязычной сёгистской среде.

## Правило узурпации трона
Достижение королём начального местоположения короля противника называется узурпацией трона. При этом король должен не оказаться под ударом и не быть съеденным следующим же ходом.
В последние годы дискутируется вопрос о возможной замене дзисёги на правило присуждения победы за узурпацию трона  (яп. トライルール торай-ру:ру, от английского try rule), что было бы вполне в духе сёги, делая игру бескомпромиссной даже и в редких случаях ай-нюгёку (это правило было предложено профессионалом 8-го дана Манабу Сэндзаки). 
Японская ассоциация сёги придерживается консервативной точки зрения, и менять правила сёги не намерена, однако некоторые местные японские клубы сёги это правило уже используют. 
Замена дзисёги на правило узурпации трона влияет на стратегию игры в ёсэ, и ведёт к небольшому изменению класса задач цумэ-сёги: некоторые задачи при подобной замене становятся некорректными или имеющими иное решение, зато появляется класс задач, использующих новое правило.
На практике, в турнирных партиях это правило пока не применяется, однако в неофициальных играх игроки могут использовать его при предварительной договорённости. Мешает этому лишь то, что двойное вторжение короля в равных играх — явление редкое (менее 1% партий), и поэтому обычно вопрос его преодоления не учитывается.

## Дзисёги в ФЕСА
В ФЕСА формально действуют правила, по которым партии, которые закончились сэннититэ или дзисёги и были после этого переиграны, рейтингуются как ничьи.

## Примеры
- Дзисёги в партии Хабу—Кимура (3-я партия матча Ои), 5 августа 2014 г. (178 ходов)